# Ведрин, Юбер
Юбер Ведрин (фр. Hubert Védrine), (род. 31 июля 1947). Французский государственный и политический деятель. Дипломат. Социалист.
После того, как Юбер покинул Национальную школу управления в 1974 году, он был назначен в Министерство культуры.
Дипломатический советник президента Миттеррана, он служил генеральный секретарём президентства Миттерана с 1991 по 1995. Затем был министром иностранных дел в кабинете Лионеля Жоспена с 1997 по 2002.
После того, как Жак Ширак был переизбран в мае 2002, Ведрин был заменён Домиником де Вильпеном. Все три человека характеризовались их сильной оппозицией односторонним действиям США в Ираке. Ведрин популяризировал термин сверхвласть описывая то, что он видел как американскую гегемонию на рубеже столетий.
Он — дипломированный специалист Парижского Института Политических Исследований, где он — теперь преподаватель.
В 2003 году Ведрин основал консалтинговую фирму «Hubert Vedrine Conseil».
С марта 2008 года он преподавал курс международных реалий в Парижском институте политических исследований.

## Награды
- Орден «Трудовая слава» (1 сентября 1998 года, Молдавия) — в знак высокого признания особых заслуг в развитии и укреплении отношений дружбы и сотрудничества между Республикой Молдова и Французской Республикой[4].
- Орден «Стара-планина» II степени (9 января 1995 года, Болгария)[5].